# 女皇道 (倫敦)
女王道（英語：Queensway），舊稱Queen's Road，是位於英國倫敦西部的一個繁華鬧市區。在倫敦計劃中，女王道被定為倫敦的35個都市中心之一。在19世紀初期，這一地區開始被開發為住宅區。現在女王道已經成為倫敦的主要娛樂和休閒業地區之一。可通過倫敦地鐵到達女王道。